# Williams FW36
A Williams FW36 egy Formula–1-es versenyautó, amelyet a Williams tervezett a 2014-es Formula–1 világbajnokságra. Pilótái az újonnan érkező Felipe Massa és a csapatnál második évét megkezdő Valtteri Bottas voltak. Huszonhét év után ez volt az első turbómotoros Williams, egyben az első a csapat történetében, amely Mercedes-motorral lett szerelve.
Az autó híres lett különleges, előrelógatott "hangyászorráról", illetve festéséről, melyet az 1979 után a Formula–1-be visszatérő főszponzor, a Martini hozott be. Az alkoholreklámot tiltó országokban alternatív, a piros színt mellőző festést alkalmaztak.
Ebben az évben a versenyzőknek saját rajtszámot kellett választani. Massa a 19-est választotta, mert azzal nyerte meg a 2001-es Euro Formula-3000-es szezont. Bottas a 77-est választotta - részben azért, mert a 7-est már elvitte Kimi Raikkönen, részben azért, mert remekül tudott logót készíteni vele a nevében szereplő dupla T-betűkkel.

## Áttekintés
Az FW36-os modell máris ígéretesebbnek tűnt az első tesztek során, mint az előző évi modellek, miután rendre a leggyorsabb időket teljesítette. Ez köszönhető volt az erős Mercedes-motornak, illetve a jó leszorítóerőnek. A gyorsaság ellenére változó körülmények között nem voltak túl megbízhatóak, amely az eredményekre is kihatással voltak. Az első versenyen Massa kiesett, Bottas pedig ötödik lett. Balszerencsés futamokat követően Kanadában egy fejlesztési csomag eredményeképp látványosan feljavultak. Az Osztrák Nagydíjon nagy meglepetésre az első sorból indulhattak, ettől kezdve pedig valamelyik versenyzőjük rendszeresen fenn volt a dobogón. A szezonzáró futamon kettős pódiumot értek el, az elsőt a 2005-ös Monacói Nagydíj óta. Győzniük egyszer sem sikerült, a legjobb helyezés második hely volt. Teljesítményük 320 ponttal a konstruktőri harmadik helyre repítette őket, mely nagy előrelépés volt az előző évi, mindössze 5 pontos teljesítményhez képest.
Az autó utóéletéhez tartozik, hogy a 2020-as olasz nagydíj előtt, az utolsó futamon, amelyiken még a Williams-családé volt a csapat, az FW36-os első szárnyát kapta meg a leköszönő csapatfőnök Claire Williams. A szárnyat valamennyi dolgozó aláírta.

## Eredmények
(Táblázat értelmezése)

(Félkövér: pole-pozícióból indult; dőlt: leggyorsabb kört futott) 

| Év   | Csapat                  | Motor           | Gumi | Versenyzők      | 1   | 2   | 3   | 4   | 5   | 6   | 7   | 8   | 9   | 10  | 11  | 12  | 13  | 14  | 15  | 16  | 17  | 18  | 19  | Pont | Helyezés |
| ---- | ----------------------- | --------------- | ---- | --------------- | --- | --- | --- | --- | --- | --- | --- | --- | --- | --- | --- | --- | --- | --- | --- | --- | --- | --- | --- | ---- | -------- |
| 2014 | Williams Martini Racing | Mercedes PU106A | P    |                 | AUS | MAL | BHR | CHN | ESP | MON | CAN | AUT | GBR | GER | HUN | BEL | ITA | SIN | JPN | RUS | USA | BRA | ABU | 320  | 3.       |
| 2014 | Williams Martini Racing | Mercedes PU106A | P    | Felipe Massa    | KI  | 7   | 7   | 15  | 13  | 7   | 12  | 4   | KI  | KI  | 5   | 13  | 3   | 5   | 7   | 11  | 4   | 3   | 2   | 320  | 3.       |
| 2014 | Williams Martini Racing | Mercedes PU106A | P    | Valtteri Bottas | 5   | 8   | 8   | 7   | 5   | KI  | 7   | 3   | 2   | 2   | 8   | 3   | 4   | 11  | 6   | 3   | 5   | 10  | 3   | 320  | 3.       |

† Kiesett, de a verseny 90%-át teljesítette, így teljesítményét értékelték.
A szezonzáró futamon dupla pontokat osztottak.

## Forráshivatkozások
1. ↑  The Williams F1 Team and Mercedes-Benz announce long-term engine partnership. web.archive.org, 2014. december 8. [2014. december 8-i dátummal az eredetiből archiválva]. (Hozzáférés: 2021. szeptember 13.)
2. ↑  Williams Formula 1 team unveils its Martini livery (angol nyelven). www.autosport.com. (Hozzáférés: 2021. szeptember 13.)
3. ↑  What’s in a number? The stories behind Williams Racing's F1 driver numbers (angol nyelven). Williams Racing. (Hozzáférés: 2024. október 5.)
4. ↑  Claire Williams gifted nose and front wing assembly from 2014 car as family bows out of F1 | Formula 1® (angol nyelven). www.formula1.com. (Hozzáférés: 2021. szeptember 13.)